# Яшвант Сінха
Яшвант Сінха (Hindustani pronunciation: [jəʃˈʋən̪t̪ sɪnˈɦɑː], (6 листопада 1937 , Патна, Британська Індія ) — індійський політик, міністр фінансів у 1990—1991 роках (за прем'єрства Чандрі Шекхарі) та у 1998—2002 роках за прем'єрства Аталі Біхарі Ваджпаї, міністр закордонних справ з липня 2002 року до травня 2004 року. Обирався лідером Бхаратія джаната парті до того, як залишив партію 21 квітня 2018 року
У березні 2021 року Ясвант Сінха приєднався до All India Trinamool Congress; однак полишив її в червні 2022 року після того, як об'єднана опозиція обрала його кандидатом на президентські вибори 18 липня 2022 року. Набрав 380 177 голосів виборців (2-е місце), програвши представниці Національно-демократичного альянсу Драупаді Мурму, яка отримала понад 64 % голосів і стала Президентом Індії.

## Ранній життєпис
Сінха народився 1937 року в родині брахманів у Патна, Біхар.. Одержав диплом бакалавра історії з відзнакою Університету Патни, а у 1958 році — диплом магістра з політології. Згодом викладав в університеті Патна до 1962 року.

## Кар'єра державного службовця
Сінха вступив на державну службу Індії в 1960 році і протягом 24 років обіймав важливі посади. Зокрема, 4 роки, працював суддею підвідділу та округу. Він був заступником секретаря в Департаменті фінансів уряду Біхару протягом 2 років, після чого працював у Міністерстві торгівлі на посаді заступника секретаря уряду Індії.
З 1971 по 1973 рік Ясвант Сінха обіймав посаду першого секретаря (комерційного) в посольстві Індії в Бонні у Німеччині. Згодом працював генеральним консулом Індії у Франкфурті з 1973 по 1974 роки. Пропрацювавши понад сім років у цій сфері, він набув досвіду в питаннях, пов'язаних із зовнішньою торгівлею та відносинами Індії з Європейською економічною спільнотою. Після цього працював у Департаменті промислової інфраструктури уряду штату Біхар та в міністерстві промисловості уряду Індії, займаючись питаннями іноземного промислового співробітництва, імпортом технологій, правами інтелектуальної власності та промисловими дозволами.
Пізніше обирався спільним секретарем уряду Індії в Міністерстві наземного транспорту з 1980 по 1984 рік, опікуючись питаннями автомобільного транспорту, портів та судноплавства. Звільнився зі служби в 1984 році

## Політична кар'єра

### Джаната Дал
Сінха звільнився з індійської адміністративної служби в 1984 році та увійшов до активної політики як член партії Джаната. 1986 року був призначений Всеіндійським генеральним секретарем партії, а в 1988 році був обраний членом Радж'я Сабхи (Верхня палата парламенту Індії .
Коли в 1989 році була сформована Джаната дал, його призначили генеральним секретарем партії. Потім працював міністром фінансів з листопада 1990 року по червень 1991 року в кабінеті Чандри Шекхара.

### Бхаратія джаната парті
У червні 1996 року Ясванта Сінха призначили національним речником партії Бхаратія джаната. Він був обраний до Лок Сабхи як кандидат БДП від Хазаріба (виборчий округ Лок Сабха) у 1998, 1999 та 2009 роках. У березні 1998 року був призначений міністром фінансів. 1 липня 2002 року обійняв посаду міністра закордонних справ. На виборах до Лок Сабха 2004 року він зазнав поразки в окрузі Хазарібаг, програвши Прашанту Сахаю, онукові Крішни Сахаю, який пізніше також врятував йому життя. У 2005 році Яшвант Сінха знову увійшов до парламенту. 13 червня 2009 року подав у відставку з посади віце-президента Бхаратія джаната парті (БДП). У 2018 році він вийшов з БДП, посилаючись на «стан справ у партії» і на те, що «демократія в Індії знаходиться у великій небезпеці».

### TMC
13 березня 2021 року він приєднався до TMC, щоб протистояти БДП на виборах до асамблеї Західної Бенгалії 2021 року. 15 березня 2021 року Ясвант Сінха був призначений віце-президентом очолюваної Маматою Банерджі партії. Його одноголосно було обрано кандидатом у президенти від опозиції на президентських виборах 2022 року, що зробило його першим лідером Конгресу Тринамулу, якого висунули на пост президента Індії.

## Міністр фінансів

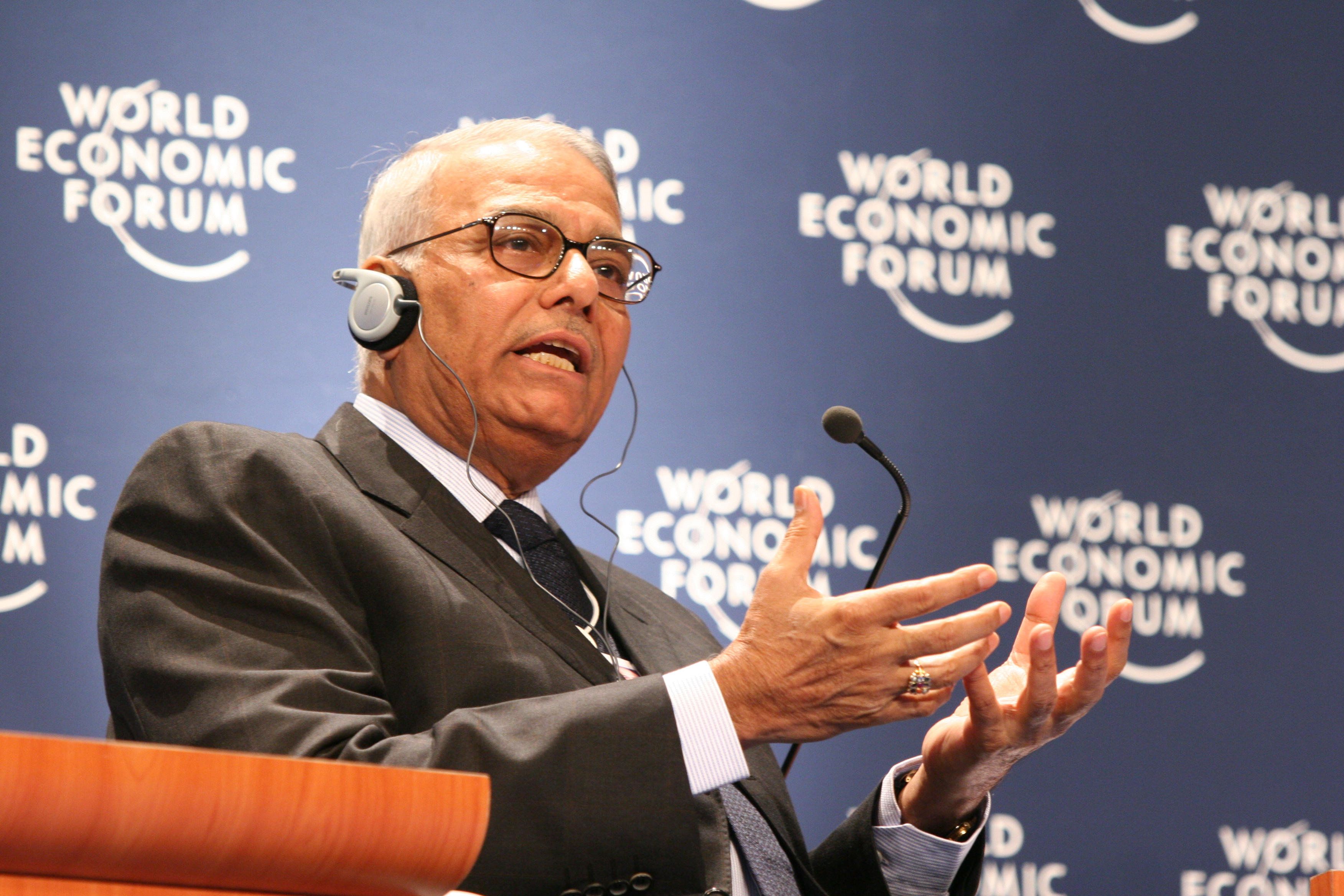
Сінха виступає на Всесвітньому економічному форумі з питань Східної Азії в 2008 році

Сінха працював міністром фінансів до 1 липня 2002 року, коли він обмінявся посадами з міністром закордонних справ Джасвантом Сінгхом. Під час свого перебування на посаді Сінха був змушений відмовитися від деяких головних політичних ініціатив свого уряду, за що його сильно критикували. І все-таки Сінха також відомий проведенням кількох важливих реформ, які вивели індійську економіку на стійку траєкторію зростання. Серед них — зниження реальних процентних ставок, запровадження податкових знижок для відсотків по іпотеці, звільнення телекомунікаційного сектору, допомога у фінансуванні Національного управління автомобільних доріг та дерегуляція нафтової промисловості. Сінха також відомий тим, що став першим міністром фінансів, який порушив 53-річну традицію представлення індійського бюджету о 5-й вечора за місцевим часом. Ця практика залишилася з часів британського правління, коли індійські політики намагалася представити індійський бюджет у зручний час для британського парламенту (11:30 за Гринвічем), а не для парламенту Індії.
Сінха написав вичерпний звіт про роки свого перебування на посаді міністра фінансів під назвою «Зізнання реформатора Свадеші».
Опоненти та інші політичні оглядачі звинувачували Яшванта Сінху в тому, що він намагався сприяти кумівству, висунувши свого сина Джаянта Сінху наступником на вибори від Хазарібага, не звертаючи уваги на інтереси багатьох інших лояльних партійних працівників, хоча він намагався виправдати висування свого сина кандидатом, як партійне рішення.

## Відзнаки
У 2015 році Ясвант Сінха був нагороджений Орденом Почесного легіону, найвищою цивільною відзнакою Франції. Нагорода була вручена на знак визнання його заслуг на посадах міністра фінансів Союзу, міністра закордонних справ та за його неоціненний внесок у вирішення міжнародних питань.

## Особисте життя
Сінха народився в родині брахманів Біхарі та має широкий спектр інтересів, включаючи читання, садівництво та спілкування з людьми. Він багато подорожував і очолював ряд політичних і громадських делегацій. Відіграв провідну роль у багатьох переговорах від імені Індії. Дружина Сінхи — Ніліма Сінха, одна з провідних дитячих письменниць Індії та президент Асоціації письменників та ілюстраторів для дітей. У них є донька Шарміла та два сини: Джаянт Сінха та Сумант Сінха.
Сінха веде блог під назвою Роздуми свадеського реформатора. Він є співавтором книги «Незроблена Індія» разом з Адітьєю Сінхою.

## Звинувачення
У своїй автобіографії Drohkaal ka Pathik, опублікованій у листопаді 2013 року, колишній депутат Паппу Ядав стверджував, що троє депутатів Індійської Федеральної демократичної партії отримали гроші від тодішнього міністра фінансів Сінхи, щоб приєднатися до NDA у 2001 році. Також були звинувачення проти Яшванта Сінхи, що він причетний до шахрайства UTI.
4 квітня 2017 року Синха був затриманий в районі Хазарібаг разом з BJP MLA Манішом Джайсвалом та ще 150 іншими особами після спроби провести релігійну процесію. Коли поліція зупинила їх, його прихильники протестували і нібито кидали в поліцію каміння.